# The BossHoss/Diskografie
Diese Diskografie ist eine Übersicht über die musikalischen Werke der deutschen Country- und Rockband The BossHoss. Den Quellenangaben und Schallplattenauszeichnungen zufolge hat sie bisher mehr als 2,8 Millionen Tonträger verkauft. Ihre erfolgreichste Veröffentlichung ist die Single Don’t Gimme That mit über 465.000 verkauften Einheiten.

## Alben

### Studioalben
| Jahr | Titel Musiklabel                                | Höchstplatzierung, Gesamtwochen, AuszeichnungChartplatzierungen (Jahr, Titel, Musiklabel, Platzierungen, Wochen, Auszeichnungen, Anmerkungen) | Höchstplatzierung, Gesamtwochen, AuszeichnungChartplatzierungen (Jahr, Titel, Musiklabel, Platzierungen, Wochen, Auszeichnungen, Anmerkungen) | Höchstplatzierung, Gesamtwochen, AuszeichnungChartplatzierungen (Jahr, Titel, Musiklabel, Platzierungen, Wochen, Auszeichnungen, Anmerkungen) | Anmerkungen                                                  |
| Jahr | Titel Musiklabel                                | DE | AT | CH | Anmerkungen                                                  |
| ---- | ----------------------------------------------- | --- | --- | --- | ------------------------------------------------------------ |
| 2005 | Internashville Urban Hymns Island Records (UMG) | DE11 ×3Dreifachgold · (29 Wo.)DE | — | — | Erstveröffentlichung: 23. Mai 2005 Verkäufe: + 300.000       |
| 2006 | Rodeo Radio Island Records (UMG)                | DE6 Platin · (32 Wo.)DE | AT40 (5 Wo.)AT | CH83 (2 Wo.)CH | Erstveröffentlichung: 1. Juni 2006 Verkäufe: + 218.870       |
| 2007 | Stallion Battalion Island Records (UMG)         | DE8 Platin · (43 Wo.)DE | AT56 (5 Wo.)AT | — | Erstveröffentlichung: 26. Oktober 2007 Verkäufe: + 200.000   |
| 2009 | Do or Die Island Records (UMG)                  | DE4 Gold · (16 Wo.)DE | AT38 (6 Wo.)AT | CH32 (10 Wo.)CH | Erstveröffentlichung: 19. Juni 2009 Verkäufe: + 123.132      |
| 2011 | Liberty of Action Island Records (UMG)          | DE4 ×2Doppelplatin · (72 Wo.)DE | AT3 Platin · (61 Wo.)AT | CH26 (31 Wo.)CH | Erstveröffentlichung: 25. November 2011 Verkäufe: + 422.112  |
| 2013 | Flames of Fame Island Records (UMG)             | DE2 Platin · (26 Wo.)DE | AT5 Platin · (13 Wo.)AT | CH8 (17 Wo.)CH | Erstveröffentlichung: 11. Oktober 2013 Verkäufe: + 217.566   |
| 2015 | Dos Bros Island Records (UMG)                   | DE1 ×3Dreifachgold · (67 Wo.)DE | AT1 Gold · (33 Wo.)AT | CH14 (34 Wo.)CH | Erstveröffentlichung: 25. September 2015 Verkäufe: + 307.500 |
| 2018 | Black Is Beautiful Island Records (UMG)         | DE1 (13 Wo.)DE | AT8 (5 Wo.)AT | CH14 (4 Wo.)CH | Erstveröffentlichung: 26. Oktober 2018                       |
| 2023 | Electric Horsemen Mercury Records (UMG)         | DE7 (4 Wo.)DE | AT26 (1 Wo.)AT | CH17 (2 Wo.)CH | Erstveröffentlichung: 5. Mai 2023                            |

### Livealben
| Jahr | Titel Musiklabel                                            | Höchstplatzierung, Gesamtwochen, AuszeichnungChartplatzierungen (Jahr, Titel, Musiklabel, Platzierungen, Wochen, Auszeichnungen, Anmerkungen) | Höchstplatzierung, Gesamtwochen, AuszeichnungChartplatzierungen (Jahr, Titel, Musiklabel, Platzierungen, Wochen, Auszeichnungen, Anmerkungen) | Höchstplatzierung, Gesamtwochen, AuszeichnungChartplatzierungen (Jahr, Titel, Musiklabel, Platzierungen, Wochen, Auszeichnungen, Anmerkungen) | Anmerkungen                                                                        |
| Jahr | Titel Musiklabel                                            | DE | AT | CH | Anmerkungen                                                                        |
| ---- | ----------------------------------------------------------- | --- | --- | --- | ---------------------------------------------------------------------------------- |
| 2008 | Stallion Battalion – Live from Cologne Island Records (UMG) | DE*DE | — | — | Erstveröffentlichung: 7. März 2008 * siehe Stallion Battalion                      |
| 2013 | Flames of Fame – Live Over Berlin Island Records (UMG)      | DE*DE | AT**AT | — | Erstveröffentlichung: 6. Dezember 2013 * siehe Flames of Fame; ** siehe Videoalbum |
| 2016 | Dos Bros Live Island Records (UMG)                          | DE*DE | — | — | Erstveröffentlichung: 18. November 2016 * siehe Dos Bros                           |

### Kompilationen
| Jahr | Titel Musiklabel                                                | Höchstplatzierung, Gesamtwochen, AuszeichnungChartplatzierungen (Jahr, Titel, Musiklabel, Platzierungen, Wochen, Auszeichnungen, Anmerkungen) | Höchstplatzierung, Gesamtwochen, AuszeichnungChartplatzierungen (Jahr, Titel, Musiklabel, Platzierungen, Wochen, Auszeichnungen, Anmerkungen) | Höchstplatzierung, Gesamtwochen, AuszeichnungChartplatzierungen (Jahr, Titel, Musiklabel, Platzierungen, Wochen, Auszeichnungen, Anmerkungen) | Anmerkungen                            |
| Jahr | Titel Musiklabel                                                | DE | AT | CH | Anmerkungen                            |
| ---- | --------------------------------------------------------------- | --- | --- | --- | -------------------------------------- |
| 2010 | Low Voltage Island Records (UMG)                                | DE7 (5 Wo.)DE | — | CH64 (1 Wo.)CH | Erstveröffentlichung: 16. April 2010   |
| 2016 | The Great Decade – Best of 2006–2016 Island Records (UMG)       | — | — | — | Erstveröffentlichung: 2. Dezember 2016 |
| 2017 | The Very Best of Greatest Hits (2005–2017) Island Records (UMG) | DE20 (13 Wo.)DE | AT65 (1 Wo.)AT | CH25 (12 Wo.)CH | Erstveröffentlichung: 12. Mai 2017     |

### EPs
| Jahr | Titel Musiklabel                              | Anmerkungen                       |
| ---- | --------------------------------------------- | --------------------------------- |
| 2004 | Internashville Urban Hymns Selbstverlag       | Erstveröffentlichung: 2004        |
| 2023 | Internashville Sessions Mercury Records (UMG) | Erstveröffentlichung: 5. Mai 2023 |

## Singles

### Als Leadmusiker
| Jahr | Titel Album                                                           | Höchstplatzierung, Gesamtwochen, AuszeichnungChartplatzierungen (Jahr, Titel, Album, Platzierungen, Wochen, Auszeichnungen, Anmerkungen) | Höchstplatzierung, Gesamtwochen, AuszeichnungChartplatzierungen (Jahr, Titel, Album, Platzierungen, Wochen, Auszeichnungen, Anmerkungen) | Höchstplatzierung, Gesamtwochen, AuszeichnungChartplatzierungen (Jahr, Titel, Album, Platzierungen, Wochen, Auszeichnungen, Anmerkungen) | Anmerkungen                                                                                                |
| Jahr | Titel Album                                                           | DE | AT | CH | Anmerkungen                                                                                                |
| ---- | --------------------------------------------------------------------- | --- | --- | --- | --- |
| 2005 | Hey Ya! Internashville Urban Hymns                                    | DE41 (9 Wo.)DE | — | — | Erstveröffentlichung: 11. April 2005 Original: OutKast                                                     |
| 2005 | Hot in Herre / Like Ice in the Sunshine Internashville Urban Hymns    | DE83 (3 Wo.)DE | — | — | Erstveröffentlichung: 8. Juli 2005 Original: Nelly / Beagle Music Ltd.                                     |
| 2006 | I Say a Little Prayer Rodeo Radio                                     | DE66 (9 Wo.)DE | — | — | Erstveröffentlichung: 28. April 2006 Original: Dionne Warwick                                              |
| 2006 | Ring Ring Ring Rodeo Radio                                            | DE99 (2 Wo.)DE | — | — | Erstveröffentlichung: 18. August 2006 Original: De La Soul                                                 |
| 2006 | Rodeo Radio                                                           | DE93 (2 Wo.)DE | — | — | Erstveröffentlichung: 15. Dezember 2006                                                                    |
| 2007 | Everything Counts / Truck ‘n’ Roll Rules Stallion Battalion           | DE67 (4 Wo.)DE | — | — | Erstveröffentlichung: 1. Juni 2007 Original: Depeche Mode (Everything Counts)                              |
| 2007 | Monkey Business Stallion Battalion                                    | — | — | — | Erstveröffentlichung: 26. Oktober 2007                                                                     |
| 2008 | On the Sunny Side of the Street –                                     | — | — | — | Erstveröffentlichung: 10. Oktober 2008 Original: Harry Richman                                             |
| 2009 | Last Day (Do or Die) Do or Die                                        | DE78 (1 Wo.)DE | — | — | Erstveröffentlichung: 19. Juni 2009                                                                        |
| 2009 | Go! Go! Go! Do or Die                                                 | — | — | — | Erstveröffentlichung: 13. November 2009                                                                    |
| 2011 | Heroes/Helden The Voice of Germany: Die Highlights                    | DE28 (10 Wo.)DE | AT50 (3 Wo.)AT | — | Erstveröffentlichung: 24. November 2011 mit Nena, Xavier Naidoo & Rea Garvey; Original: David Bowie        |
| 2011 | Don’t Gimme That auch bekannt als: Donde Gimme That Liberty of Action | DE8 ×3Dreifachgold · (58 Wo.)DE | AT1 Gold · (41 Wo.)AT | CH49 (10 Wo.)CH | Erstveröffentlichung: 11. November 2011 Verkäufe: + 465.000                                                |
| 2011 | L-O-V-E Liberty of Action                                             | DE76 (3 Wo.)DE | — | — | Erstveröffentlichung: 9. Dezember 2011 mit Nena; Original: Nat King Cole                                   |
| 2012 | Live It Up Liberty of Action                                          | DE98 (1 Wo.)DE | AT52 (1 Wo.)AT | — | Erstveröffentlichung: 3. August 2012                                                                       |
| 2013 | Do It Flames of Fame                                                  | DE31 (16 Wo.)DE | AT40 (9 Wo.)AT | CH36 (8 Wo.)CH | Erstveröffentlichung: 13. September 2013                                                                   |
| 2014 | My Personal Song Flames of Fame                                       | — | — | — | Erstveröffentlichung: 28. März 2014                                                                        |
| 2015 | Dos Bros                                                              | DE33 Gold · (12 Wo.)DE | AT72 (1 Wo.)AT | — | Erstveröffentlichung: 21. August 2015 Verkäufe: + 200.000                                                  |
| 2015 | Jolene Dos Bros                                                       | DE35 Gold · (22 Wo.)DE | AT25 (12 Wo.)AT | CH29 (4 Wo.)CH | Erstveröffentlichung: 25. Dezember 2015 Verkäufe: + 200.000 mit den Common Linnets; Original: Dolly Parton |
| 2017 | Sing My Personal Song The Very Best of Greatest Hits (2005–2017)      | — | — | — | Erstveröffentlichung: 28. April 2017                                                                       |
| 2018 | A/Y/O Black Is Beautiful                                              | — | — | — | Erstveröffentlichung: 31. August 2018                                                                      |
| 2018 | Black Is Beautiful                                                    | — | — | — | Erstveröffentlichung: 5. Oktober 2018                                                                      |
| 2019 | Little Help Black Is Beautiful (Soloversion)                          | DE32 Gold · (5 Wo.)DE | AT34 (27 Wo.)AT | CH41 (1 Wo.)CH | Erstveröffentlichung: 3. Mai 2019 Verkäufe: + 200.000; mit Mimi & Josy                                     |
| 2021 | Burning Love –                                                        | — | — | — | Erstveröffentlichung: 9. Oktober 2020 feat. OnklP                                                          |
| 2022 | For What It’s Worth –                                                 | — | — | — | Erstveröffentlichung: 11. März 2022                                                                        |
| 2022 | Dance the Boogie Electric Horsemen                                    | — | — | — | Erstveröffentlichung: 15. Juli 2022                                                                        |
| 2022 | Electric Horsemen                                                     | — | — | — | Erstveröffentlichung: 21. Oktober 2022                                                                     |
| 2023 | You Electric Horsemen                                                 | — | — | — | Erstveröffentlichung: 10. Februar 2023 feat. Ilse DeLange                                                  |
| 2023 | Nice but No Electric Horsemen                                         | — | — | — | Erstveröffentlichung: 21. April 2023 feat. Electric Callboy                                                |
| 2024 | Blonde Chaya –                                                        | — | — | — | Erstveröffentlichung: 23. Mai 2024 Original: Amaru feat. Gringo Bamba                                      |
| 2024 | Beautiful Things –                                                    | — | — | — | Erstveröffentlichung: 9. August 2024 Original: Benson Boone                                                |
| 2024 | The Killer –                                                          | — | — | — | Erstveröffentlichung: 30. August 2024 Original: Kevin Costner & Modern West feat. Jaida Dreyer             |
| 2024 | It’s Christmas Again –                                                | — | — | — | Erstveröffentlichung: 8. November 2024                                                                     |
| 2025 | On the Road Again –                                                   | — | — | — | Erstveröffentlichung: 23. Mai 2025                                                                         |
| 2025 | I’ll Be Back –                                                        | — | — | — | Erstveröffentlichung: 30. Mai 2025 feat. Arnold Schwarzenegger                                             |
| 2025 | Win Win –                                                             | — | — | — | Erstveröffentlichung: 25. Juli 2025                                                                        |

### Als Gastmusiker
| Jahr | Titel Album                        | Höchstplatzierung, Gesamtwochen, AuszeichnungChartplatzierungen (Jahr, Titel, Album, Platzierungen, Wochen, Auszeichnungen, Anmerkungen) | Höchstplatzierung, Gesamtwochen, AuszeichnungChartplatzierungen (Jahr, Titel, Album, Platzierungen, Wochen, Auszeichnungen, Anmerkungen) | Höchstplatzierung, Gesamtwochen, AuszeichnungChartplatzierungen (Jahr, Titel, Album, Platzierungen, Wochen, Auszeichnungen, Anmerkungen) | Anmerkungen                                                          |
| Jahr | Titel Album                        | DE | AT | CH | Anmerkungen                                                          |
| ---- | ---------------------------------- | --- | --- | --- | -------------------------------------------------------------------- |
| 2021 | What a Girl Likes Graffiti         | — | — | — | Erstveröffentlichung: 23. April 2021 MC Fitti feat. The BossHoss     |
| 2021 | Hypa Hypa MMXX (Hypa Hypa Edition) | DE— aDE | — | — | Erstveröffentlichung: 20. Mai 2021 Eskimo Callboy feat. The BossHoss |

## Videoalben und Musikvideos

### Videoalben
| Jahr | Titel Musiklabel                                       | Höchstplatzierung, Gesamtwochen, AuszeichnungChartplatzierungen (Jahr, Titel, Musiklabel, Platzierungen, Wochen, Auszeichnungen, Anmerkungen) | Höchstplatzierung, Gesamtwochen, AuszeichnungChartplatzierungen (Jahr, Titel, Musiklabel, Platzierungen, Wochen, Auszeichnungen, Anmerkungen) | Höchstplatzierung, Gesamtwochen, AuszeichnungChartplatzierungen (Jahr, Titel, Musiklabel, Platzierungen, Wochen, Auszeichnungen, Anmerkungen) | Anmerkungen                                                                       |
| Jahr | Titel Musiklabel                                       | DE | AT | CH | Anmerkungen                                                                       |
| ---- | ------------------------------------------------------ | --- | --- | --- | --------------------------------------------------------------------------------- |
| 2013 | Flames of Fame – Live Over Berlin Island Records (UMG) | DE* GoldDE | AT8 (1 Wo.)AT | — | Erstveröffentlichung: 6. Dezember 2013 Verkäufe: + 25.000; * siehe Flames of Fame |
| 2016 | Dos Bros Live Island Records (UMG)                     | DE*DE | — | — | Erstveröffentlichung: 18. November 2016 * siehe Dos Bros                          |

### Musikvideos
| Jahr | Titel                           | Regie                      |
| ---- | ------------------------------- | -------------------------- |
| 2005 | Hey Ya!                         | Marc Raymond Wilkins       |
| 2005 | Hot in Herre                    | Marc Raymond Wilkins       |
| 2005 | Like Ice in the Sunshine        | Marc Raymond Wilkins       |
| 2006 | The Beauty of Anger             | Marc Raymond Wilkins       |
| 2006 | I Say a Little Prayer           | Marc Raymond Wilkins       |
| 2006 | Ring Ring Ring                  | Oleg Assadulin             |
| 2006 | Rodeo Radio                     | Maximilian Erlenwein       |
| 2007 | Truck ‘n’ Roll Rules            | Detlev Buck                |
| 2007 | Monkey Business                 | Nikias Chryssos            |
| 2007 | Flaming Star                    | Gero Weinreuter            |
| 2008 | Liebst du mich oder nicht       | Andreas Z. Simon           |
| 2008 | Ça plane pour moi               | Ben Voss                   |
| 2008 | On the Sunny Side of the Street |                            |
| 2008 | Word Up!                        | Timo Frank                 |
| 2009 | Last Day (Do or Die)            |                            |
| 2009 | Go! Go! Go!                     | Max Sacker                 |
| 2010 | Have Love Will Travel           | Frederic Detjens           |
| 2011 | Don’t Gimme That                | Oliver Sommer              |
| 2011 | L.O.V.E.                        | Wolf Gresenz               |
| 2012 | Live It Up                      |                            |
| 2013 | Do It                           |                            |
| 2013 | Eager Beaver                    | Patrick Tauss              |
| 2014 | My Personal Song                |                            |
| 2015 | Dos Bros                        | Joern Heitmann             |
| 2015 | Jolene                          | Joern Heitmann             |
| 2016 | I Like It Like That             | Joern Heitmann             |
| 2016 | Uno, Dos, Tres                  | Jewelmusic                 |
| 2018 | Mädchen gegen Jungs             | Johannes Huth              |
| 2018 | A/Y/O                           | Joern Heitmann             |
| 2019 | She                             | Joern Heitmann             |
| 2021 | Burning Love                    |                            |
| 2022 | Dance the Boogie                | Zoran Bihać                |
| 2022 | Electric Horsemen               | Riya Hollings              |
| 2023 | You                             |                            |
| 2023 | Nice but No                     | Pascal Bünning             |
| 2025 | On the Road Again               |                            |
| 2025 | I’ll Be Back                    | Tim Eichel, Marvin Ströter |
| 2025 | Win Win                         | Tim Eichel, Marvin Ströter |

## Promoveröffentlichungen
| Jahr | Titel Album                                                     | Anmerkungen                                                  |
| ---- | --------------------------------------------------------------- | ------------------------------------------------------------ |
| 2005 | Hey Ya! / A Little Less Conversation Internashville Urban Hymns | Erstveröffentlichung: 2005 Original: OutKast / Elvis Presley |
| 2007 | Stallion Battalion                                              | Erstveröffentlichung: 26. Oktober 2007                       |
| 2008 | Word Up! Internashville Urban Hymns                             | Erstveröffentlichung: 2008 Original: Cameo                   |
| 2008 | Ça plane pour moi Stallion Battalion Live from Cologne          | Erstveröffentlichung: 2008 feat. Plastic Bertrand            |
| 2010 | Break Free Low Voltage                                          | Erstveröffentlichung: 2010                                   |
| 2012 | Truckstar (Nothing But the Best) Liberty of Action              | Erstveröffentlichung: 2012                                   |
| 2014 | Whatever Flames of Fame                                         | Erstveröffentlichung: 2014                                   |
| 2016 | Das Spiel Sing meinen Song – Das Tauschkonzert Vol. 3           | Erstveröffentlichung: 17. Mai 2016 Original: Annett Louisan  |
| 2017 | Flash mich Sing meinen Song – Das Tauschkonzert Vol. 4          | Erstveröffentlichung: 23. Mai 2017 Original: Mark Forster    |
| 2019 | She Black Is Beautiful                                          | Erstveröffentlichung: 4. Januar 2019                         |

## Sonderveröffentlichungen

### Alben
| Jahr | Titel Musiklabel                                              | Anmerkungen                                                                            |
| ---- | ------------------------------------------------------------- | -------------------------------------------------------------------------------------- |
| 2006 | Welcome to Internashville Island Records (UMG)                | Erstveröffentlichung: 2006 Label-Kompilation                                           |
| 2007 | Essential 5: The Bosshoss Island Records (UMG)                | Erstveröffentlichung: 13. Juli 2007 Teil der „Essential-5“-Reihe                       |
| 2008 | Shake & Shout Exzess Berlin (Weatherbox/Pinnacle)             | Erstveröffentlichung: 10. November 2008 Veröffentlichung nur im Vereinigten Königreich |
| 2011 | Rodeo Radio / Internashville Urban Hymns Island Records (UMG) | Erstveröffentlichung: 8. April 2011 Teil der „2-in-1“-Reihe                            |
| 2014 | God Loves Cowboys Caroline Distribution (UMG)                 | Erstveröffentlichung: 3. November 2014 Label-Kompilation                               |

| Jahr | Titel Musiklabel                | Anmerkungen                                             |
| ---- | ------------------------------- | ------------------------------------------------------- |
| 2025 | Love Songs Island Records (UMG) | Erstveröffentlichung: 13. Februar 2025 Mini-Kompilation |

| Jahr | Titel Musiklabel                                             | Anmerkungen                                                                                               |
| ---- | ------------------------------------------------------------ | --- |
| 2005 | Internashville Urban Hymns Island Records (UMG)              | Erstveröffentlichung: 23. Mai 2005 erweiterte Fassung; Verkäufe werden dem Studioalbum hinzuaddiert       |
| 2006 | Rodeo Radio (Limited Christmas Edition) Island Records (UMG) | Erstveröffentlichung: 1. Dezember 2006 erweiterte Fassung; Verkäufe werden dem Studioalbum hinzuaddiert   |
| 2010 | Low Voltage (Deluxe Edition) Island Records (UMG)            | Erstveröffentlichung: 16. April 2010 erweiterte Fassung; Verkäufe werden dem Studioalbum hinzuaddiert     |
| 2011 | Liberty of Action (Deluxe Edition) Island Records (UMG)      | Erstveröffentlichung: 25. November 2011 erweiterte Fassung; Verkäufe werden dem Studioalbum hinzuaddiert  |
| 2013 | Flames of Fame (Deluxe Version) Island Records (UMG)         | Erstveröffentlichung: 11. Oktober 2013 erweiterte Fassung; Verkäufe werden dem Studioalbum hinzuaddiert   |
| 2015 | Dos Bros (Limited Super Deluxe Edition) Island Records (UMG) | Erstveröffentlichung: 25. September 2015 erweiterte Fassung; Verkäufe werden dem Studioalbum hinzuaddiert |

### Lieder
| Jahr | Titel Album                                             | Anmerkungen                                                                                     |
| ---- | ------------------------------------------------------- | ----------------------------------------------------------------------------------------------- |
| 2009 | Heroes Sohn aus dem Volk – German Recordings            | Erstveröffentlichung: 23. Oktober 2009 Gunter Gabriel feat. The BossHoss; Original: David Bowie |
| 2012 | I Say a Little Prayer Ivy                               | Erstveröffentlichung: 2. März 2012 Ivy Quainoo feat. The BossHoss; Original: Dionne Warwick     |
| 2014 | What If Home Sweet Home (International Special Edition) | Erstveröffentlichung: 5. September 2014 Andreas Gabalier feat. The BossHoss                     |
| 2016 | Uno, dos, tres Prisma (The Get Loud Tour Edition)       | Erstveröffentlichung: 25. November 2016 Rea Garvey feat. The BossHoss                           |
| 2017 | Catch Me If You Can Love Kills                          | Erstveröffentlichung: 26. Mai 2017 Natalia Avelon feat. The BossHoss                            |
| 2021 | Hypa Hypa MMXX (Hypa Hypa Edition)                      | Erstveröffentlichung: 21. Mai 2021 Eskimo Callboy feat. The BossHoss                            |
| 2021 | What a Girl Likes Graffiti                              | Erstveröffentlichung: 27. August 2021 MC Fitti feat. The BossHoss                               |

| Jahr | Titel Album                                                                         | Anmerkungen |
| ---- | ----------------------------------------------------------------------------------- | --- |
| 2009 | Liebst du mich oder nicht Dein Song                                                 | Erstveröffentlichung: 20. November 2009 mit Katsiaryna Rapatskaya                                                                                     |
| 2011 | Stallion Battalion (Live @ Wacken 2010) Wacken 2010 – Live at Wacken Open Air       | Erstveröffentlichung: 26. August 2011 |
| 2016 | Leuchtturm Sing meinen Song – Das Tauschkonzert Vol. 3                              | Erstveröffentlichung: 29. April 2016 Original: Nena                                                                                                   |
| 2016 | Schau nicht mehr zurück Sing meinen Song – Das Tauschkonzert Vol. 3                 | Erstveröffentlichung: 29. April 2016 Original: Xavas                                                                                                  |
| 2016 | Das Spiel Sing meinen Song – Das Tauschkonzert Vol. 3                               | Erstveröffentlichung: 17. Mai 2016 Original: Annett Louisan                                                                                           |
| 2016 | Superheld Sing meinen Song – Das Tauschkonzert Vol. 3                               | Erstveröffentlichung: 29. April 2016 Original: Samy Deluxe                                                                                            |
| 2016 | Merry Christmas Baby Sing meinen Song – Das Weihnachtskonzert Vol. 3                | Erstveröffentlichung: 9. Dezember 2016 Original: Johnny Moore’s Three Blazers                                                                         |
| 2016 | Riding Home Sing meinen Song – Das Weihnachtskonzert Vol. 3                         | Erstveröffentlichung: 9. Dezember 2016 |
| 2017 | Flash mich Sing meinen Song – Das Tauschkonzert Vol. 4                              | Erstveröffentlichung: 23. Mai 2017 Original: Mark Forster                                                                                             |
| 2017 | Heart of Rub-A-Dub Sing meinen Song – Das Tauschkonzert Vol. 4                      | Erstveröffentlichung: 9. Juni 2017 Original: Gentleman                                                                                                |
| 2017 | Höha, schnella, weita Sing meinen Song – Das Tauschkonzert Vol. 4                   | Erstveröffentlichung: 9. Juni 2017 Original: Rödelheim Hartreim Projekt                                                                               |
| 2017 | No Fuzz, No Buzz, Back to Rock ‘n’ Roll Sing meinen Song – Das Tauschkonzert Vol. 4 | Erstveröffentlichung: 9. Juni 2017 Original: Michael Patrick Kelly                                                                                    |
| 2017 | Taken by a Stranger Sing meinen Song – Das Tauschkonzert Vol. 4                     | Erstveröffentlichung: 9. Juni 2017 Original: Lena Meyer-Landrut                                                                                       |
| 2017 | Weiße Fahnen Sing meinen Song – Das Tauschkonzert Vol. 4                            | Erstveröffentlichung: 9. Juni 2017 Original: Silbermond                                                                                               |
| 2017 | Ave Maria Sing meinen Song – Das Weihnachtskonzert Vol. 4                           | Erstveröffentlichung: 28. November 2017 |
| 2017 | Earth Song Sing meinen Song – Das Weihnachtskonzert Vol. 4                          | Erstveröffentlichung: 28. November 2017 Original: Michael Jackson                                                                                     |
| 2018 | Mädchen auf dem Pferd Bibi & Tina – Star-Edition                                    | Erstveröffentlichung: 28. September 2018 Original: Fabian Buch                                                                                        |
| 2018 | Mädchen gegen Jungs Bibi & Tina – Star-Edition                                      | Erstveröffentlichung: 28. September 2018 als Teil der Bibi & Tina All Stars Original: Lina Larissa Strahl, Lisa-Marie Koroll, Phil Laude & Louis Held |

| Jahr | Titel Soundtrack       | Anmerkungen                                                                                   |
| ---- | ---------------------- | --------------------------------------------------------------------------------------------- |
| 2011 | L.O.V.E. Rubbeldiekatz | Erstveröffentlichung: 16. Dezember 2011 mit Nena feat. Rubbeldiekatz; Original: Nat King Cole |

## Statistik

### Chartauswertung
|                     | DE     | AT    | CH    |
| ------------------- | ------ | ----- | ----- |
| Nummer-eins-Alben   | DE2DE  | AT1AT | CH—CH |
| Top-10-Alben        | DE9DE  | AT4AT | CH1CH |
| Alben in den Charts | DE11DE | AT9AT | CH9CH |

|                       | DE     | AT    | CH    |
| --------------------- | ------ | ----- | ----- |
| Nummer-eins-Singles   | DE—DE  | AT1AT | CH—CH |
| Top-10-Singles        | DE1DE  | AT1AT | CH—CH |
| Singles in den Charts | DE15DE | AT7AT | CH4CH |

### Auszeichnungen für Musikverkäufe
Anmerkung: Auszeichnungen in Ländern aus den Charttabellen bzw. Chartboxen sind in ebendiesen zu finden.
| Land/RegionAuszeichnungen für Musikverkäufe (Land/Region, Auszeichnungen, Verkäufe, Quellen) | Gold       | Platin       | Verkäufe  | Quellen           |
| -------------------------------------------------------------------------------------------- | ---------- | ------------ | --------- | ----------------- |
| Deutschland (BVMI)                                                                           | 8× Gold8   | 8× Platin8   | 2.775.000 | musikindustrie.de |
| Österreich (IFPI)                                                                            | 2× Gold2   | 2× Platin2   | 57.500    | ifpi.at           |
| Insgesamt                                                                                    | 10× Gold10 | 10× Platin10 |           |                   |